# Prelatura territoriale di Moyobamba
La prelatura territoriale di Moyobamba (in latino: Praelatura Territorialis Moyobambensis) è una sede della Chiesa cattolica in Perù suffraganea dell'arcidiocesi di Trujillo. Nel 2021 contava 506.396 battezzati su 779.071 abitanti. È retta dal vescovo Rafael Alfonso Escudero López-Brea.

## Territorio
La prelatura territoriale comprende la regione peruviana di San Martín, eccetto la provincia di Tocache.
Sede prelatizia è la città di Moyobamba, dove si trova la cattedrale di San Giacomo apostolo.
Il territorio si estende su 39.418 km² ed è suddiviso in 23 parrocchie.

## Storia
La prelatura territoriale è stata eretta il 7 marzo 1948 con la bolla Romanus Pontifex di papa Pio XII, ricavandone il territorio dalla diocesi di Chachapoyas.
Il 12 giugno 1958 ha ceduto una porzione del suo territorio al vicariato apostolico di Yurimaguas.
Il 26 aprile 2007 ha ceduto la provincia di Tocache alla diocesi di Huánuco.

## Cronotassi dei vescovi
Si omettono i periodi di sede vacante non superiori ai 2 anni o non storicamente accertati.
- Martín Fulgencio Elorza Legaristi, C.P. † (15 gennaio 1949 - 30 dicembre 1966 deceduto)
- Venancio Celestino Orbe Uriarte, C.P. † (25 agosto 1967 - 6 giugno 2000 dimesso)
- José Ramón Santos Iztueta Mendizábal, C.P. † (6 giugno 2000 - 21 luglio 2007 ritirato)
- Rafael Alfonso Escudero López-Brea, dal 21 luglio 2007

## Statistiche
La prelatura territoriale nel 2021 su una popolazione di 779.071 persone contava 506.396 battezzati, corrispondenti al 65,0% del totale.
| anno | popolazione | popolazione | popolazione | presbiteri | presbiteri | presbiteri | presbiteri                | diaconi | religiosi | religiosi | parrocchie |
| anno | battezzati  | totale      | %           | numero     | secolari   | regolari   | battezzati per presbitero | diaconi | uomini    | donne     | parrocchie |
| ---- | ----------- | ----------- | ----------- | ---------- | ---------- | ---------- | ------------------------- | ------- | --------- | --------- | ---------- |
| 1950 | 125.000     | 136.000     | 91,9        | 10         | 2          | 8          | 12.500                    |         |           | 4         | 9          |
| 1966 | 152.000     | 160.000     | 95,0        | 19         |            | 19         | 8.000                     |         |           | 36        | 11         |
| 1970 | 210.763     | 221.856     | 95,0        | 14         |            | 14         | 15.054                    |         | 16        | 37        | 15         |
| 1976 | 255.780     | 261.000     | 98,0        | 21         |            | 21         | 12.180                    | 1       | 25        | 41        | 69         |
| 1980 | 275.954     | 290.478     | 95,0        | 21         | 1          | 20         | 13.140                    |         | 24        | 43        | 17         |
| 1990 | 315.000     | 379.903     | 82,9        | 26         | 2          | 24         | 12.115                    |         | 27        | 66        | 18         |
| 1999 | 509.789     | 598.789     | 85,1        | 31         | 10         | 21         | 16.444                    |         | 25        | 60        | 18         |
| 2000 | 573.512     | 716.890     | 80,0        | 32         | 11         | 21         | 17.922                    |         | 33        | 68        | 16         |
| 2001 | 640.000     | 800.000     | 80,0        | 33         | 11         | 22         | 19.393                    |         | 34        | 65        | 17         |
| 2002 | 552.655     | 690.819     | 80,0        | 33         | 14         | 19         | 16.747                    |         | 35        | 73        | 17         |
| 2003 | 552.656     | 690.820     | 80,0        | 37         | 18         | 19         | 14.936                    |         | 32        | 65        | 17         |
| 2004 | 553.785     | 692.232     | 80,0        | 33         | 17         | 16         | 16.781                    |         | 19        | 67        | 18         |
| 2013 | 636.000     | 753.000     | 84,5        | 40         | 31         | 9          | 15.900                    |         | 11        | 76        | 20         |
| 2016 | 657.000     | 777.435     | 84,5        | 46         | 36         | 10         | 14.282                    |         | 10        | 87        | 22         |
| 2019 | 678.520     | 802.550     | 84,5        | 45         | 31         | 14         | 15.078                    |         | 14        | 75        | 23         |
| 2021 | 506.396     | 779.071     | 65,0        | 47         | 32         | 15         | 10.774                    |         | 15        | 83        | 23         |